# 范雍
范雍（981年—1046年），字伯純。河南（今河南洛陽）人。西夏人稱頌范仲淹的歌謠，「今小范老子腹中自有兵甲，不比大范老子可欺也。」稱范雍為大范老子。其子范宗傑、孫范子奇及曾孫范坦與范雍均為北宋官員，而其子范宗傑先於范雍過身。
世家太原（今屬山西），祖葬河南，故稱河南人。真宗咸平初年進士。咸平三年（1000年），補洛陽主簿。歷兵部員外郎、戶部副使、度支副使、工部郎中、龍圖閣待制、陝西轉運使。天聖四年（1026年）拜右諫議大夫。明道二年（1033年）罷知陝州。寶元二年（1039年），以資政殿學士、吏部侍郎爲振武軍節度使。慶曆六年（1046年）卒。著有《明道集》三十卷、後集十卷，《彌綸集》十卷。
范雍為後蜀宰相范仁恕之後人。